# Saccardinula guaranitica
Saccardinula guaranitica är en svampart som beskrevs av Speg. 1885. Saccardinula guaranitica ingår i släktet Saccardinula och familjen Elsinoaceae.   Inga underarter finns listade i Catalogue of Life.